# María Cascales Angosto
María Cascales Angosto (Cartagena, 13 d'agost de 1934) és una científica espanyola especialitzada en bioquímica. Investigadora científica del Consell Superior d'Investigacions Científiques (CSIC) i en l'actualitat doctora ad honorem. Ha sigut directora del Institut de Bioquímica, a la Facultat de Farmàcia de la Universitat Complutense de Madrid (UCM) i directora del Departament de Bioquímica Farmacològica i Toxicològica del mateix institut. És la primera dona que ingresà como acadèmica de número a la Reial Acadèmia Nacional de Farmàcia (gener de 1987) i la primera dona científica que pertany a l'Instituto de España).

## Dades personals
El seu pare era enginyer naval i els seus trasllats van fer que la seva infància i joventut els visqués en Cadis i Bilbao. Va iniciar els seus estudis de Farmàcia a la Universitat de Granada, un cop finalitzats els seus estudis previs al Col·legi de les Esclaves del Sagrat Cor de Cadis, encara que també va estar matriculada durant un any a les Teresianes a Bilbao. L'examen d'estat el va realitzar a la Universitat de Sevilla. Durant el curs 1953-1954 va passar a la Universitat de Madrid, on va finalitzar els estudis de llicenciatura en 1958.

## Carrera científica
En acabar la llicenciatura es va incorporar al Departament de Bioquímica, dirigit pel professor Ángel Santos Ruiz, on va realitzar la tesi doctoral dirigida per Federico Mayor Zaragoza. Un cop obtingut el grau de doctor, amb beca de la Fundació Juan March, es va traslladar al Departament de Bioquímica de la Universitat de Kansas, a Kansas City com a becària postdoctoral amb Santiago Grisolía (1965-1966). Posteriorment, amb una beca Royal Society es trasllada al Courtauld Institute of Biochemistry del Middlesex Hospital a Londres (1972-1973). El 1984 i 1985 va establir contactes científics amb el Departament de Bioquímica de la University & Medical School a Nottingham (Regne Unit) dins el marc de les Accions Integrades 29/64 i 37/34 (Ministeri d'Educació i Ciència d'Espanya i British Council de l' Regne Unit). Ha obtingut sis sexennis de productivitat científica i 6 quinquennis d'investigació i docència.

### Línies del treball
D'entre diverses, cal distingir la línia de treball a la qual la doctora María Cascales Angosto es dedica des de la dècada dels setanta del segle xx, la relativa al mecanisme d'hepatotoxicitat (Metabolisme hepàtic de xenobiòtics. En models experimentals in vivo i in vitro, ha investigat els efectes necrogénicos i carcinogènics de diversos fàrmacs i agents hepatotòxics sobre la lesió hepatocel·lular aguda (necrosi) i crònica (noduligenesis hiperplàsica) i la regeneració hepàtica postl·lules Kupffer pel clorur de gadolini o el clodronat en liposomes, i el seu efecte sobre les proteïnes del xoc tèrmic) i els efectes de l'envelliment (sobre el metabolisme hepàtic de fàrmacs i els seus conseqüències sobre la lesió, regeneració hepatocel·lular i restauració de la funcionalitat de l'òrgan). Durant aquesta investigació s'han desenvolupat experiments rellevants basats en models de fetge gras, que tracta patologies molt freqüents entre els éssers humans que dificultat els trasplantaments de fetge.

## Publicacions
Al llarg de la seva carrera professional, la doctora Maria Cascales Angosto ha realitzat molts treballs d'investigació que han donat com a fruit publicacions diverses. Té articles publicats en revistes especialitzades com:
- Revista de investigación universitaria (Inmunoterapia del cáncer. María Cascales Angosto, Consuelo Boticario Boticario. Revista de investigación universitaria, ISSN 1578-827X, Nº. 12, 2016, pàgs. 17-44)[7]
- Anales de la Real Academia de Doctores (Células madre y cáncer. María Cascales Angosto. Anales de la Real Academia de Doctores, ISSN 1138-2414, Vol. 13, Nº 1, 2009, pàgs. 61-82)[8]
- Anales de la Real Academia Nacional de Farmacia (Dieta hipocalórica y longevidad. María Cascales Angosto. Anales de la Real Academia Nacional de Farmacia, ISSN 0034-0618, ISSN-e 1697-428X, Nº. 4 2, 2009, pàgs. 273-302)[9]

També ha col·laborat en la publicació de llibres col·lectius com:
- Sistema inmune: su importancia en el desarrollo y terapia del cáncer. Consuelo Boticario Boticario, María Cascales Angosto. Universidad Nacional de Educación a Distancia, UNED, Servicio de Publicaciones, 2013. ISBN 978-84-616-4319-6.
- ¿Por qué tenemos que envejecer? Consuelo Boticario Boticario, María Cascales Angosto. Universidad Nacional de Educación a Distancia, UNED, Servicio de Publicaciones, 2009. ISBN 978-84-608-0914-2.

I en llibres com a autora única:
- La paradoja de la aerobiosis: ¿por qué es tóxico el oxígeno? María Cascales Angosto. Valencia : Cátedra de Eméritos de la Comunidad Valenciana, 2005. ISBN 84-609-7402-2.
- Proteínas del estrés y carabinas moleculares: proyecciones clínicas y terapéuticas : discurso en la sesión inaugural del curso académico del 17 de enero de 2002. María Cascales Angosto. Madrid : Real Academia de Farmacia, 2002. ISBN 84-932423-0-6.
- Estrés oxidativo: envejecimiento y enfermedad. María Cascales Angosto. Madrid : Instituto de España, 1999. ISBN 84-85559-54-1.

També ha dirigit tesis i ha participat en nombrosos congressos i seminaris.

## Càrrecs exercits
Directora de l'Institut de Bioquímica, Centre Mixt CSIC-UCM (1983-1989). Directora del Departament de Bioquímica Farmacològica i Toxicològica. Representant de la Reial Acadèmia de Farmàcia a la Mesa de l'Institut d'Espanya, on ha ocupat els càrrecs de tresorera i Vice presidenta segona (1999-2005). Presidenta de la Secció de Farmàcia a la Reial Acadèmia de Doctors (2004-2006). Vice presidenta de la Reial Acadèmia Nacional de Farmàcia (2005-2006). Membre del Jurats: Premis Dupont, Premis Rei Jaume I, Premis Premis Príncep d'Astúries, Premis de les Reials Acadèmies de Farmàcia i de Doctors. Ha pertangut al Comitè Editorial de Problems of Biological, Medical and Pharmaceutical Chemistry "i de Biochemical Pharmacology.

## Reconeixements acadèmics
La doctora Cascales Angosto és la primera dona elegida membre de la Reial Acadèmia de Farmàcia d'Espanya (des de 1987), i la tercera dona (després de Carmen Conde i Elena Quiroga) que té accés a un lloc en alguna de les vuit reals acadèmies integrants de l'Instituto de España. També és Acadèmica de nombre de la Reial Acadèmia de Doctors d'Espanya (1989), Acadèmica corresponent de l'Acadèmia Nacional de Farmàcia del Perú (1992), Acadèmica corresponent de l'Acadèmia Nacional de Ciències Farmacèutiques i Bioquímiques. Santiago de Xile (1999), Membre de Nombre de la Confraria Internacional d'Investigadors de Toledo (1988), Acadèmica Corresponent de la Reial Acadèmia de Medicina i Cirurgia de Múrcia (2002), Acadèmica Corresponent de l'Acadèmia Nacional de Medicina i Cirurgia de Mèxic (2006) i Acadèmica de Nombre de l'Acadèmia de Farmàcia de la Regió de Múrcia des de l'11 de juny de 2013.

## Premis i reconeixements
Al llarg de la seva vida Maria Cascales Estret s'ha vist reconeguda i valorada, la qual cosa queda patent en els premis i reconeixements que ha rebut, com:
- Premi Reial Acadèmia de Farmàcia 1982.
- Premio Dona Progressista 1994.[11]
- Medalla d'Or al Mèrit Doctoral de la Reial Acadèmia de Doctors d'Espanya, 2001.[11]
- Medalla d'Or de la Facultat de Farmàcia de la Universitat de Concepción, Xile, 2001.[11]
- Membre ad honorem de l'Associació de Dones Científiques i Tecnòlogues. 2002.
- Medalla d'Or de la Facultat de Farmàcia de la UCM (2005).[11]
- GRAN CREU de l'ordre Civil d'Alfonso X El SABIO (2005).
- DOCTORA honoris causa de la Universitat Nacional d'Educació a Distància (UNED) gener 2008.[5][11]
- Filla Predilecta de Cartagena, 23 d'abril 2010.[12]
- Medalla del Treball és la seva categoria d'Or, 29 juny 2010.[11]
- Soci d'Honor de la Societat Espanyola de Bioquímica i Biologia Molecular. (SEBBM), setembre 2013.[11]
- Doctora ad honorem CSIC, vinculada al Centre de Recerques Biològiques 2004-2010